# John Boultbee (Maler)

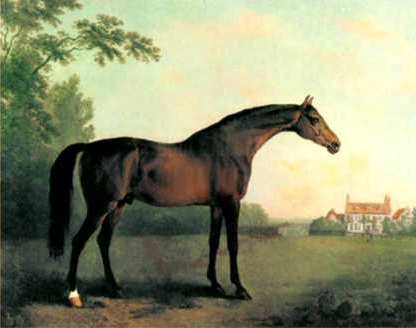
Rennpferd „Highflyer“
(Ölgemälde von John Boultbee, 1785)

John Boultbee (* Mai/Juni 1753 in Brailsford bei Derby, England; † 23. November 1812 in Osgathorpe, Leicestershire) war ein britischer Pferdemaler.

## Familie
Er war einer der Zwillingssöhne des Thomas Boultbee (1724–1785) und der Jane Bage (1732–1789), die beide aus Brailsford stammten, und wurde gemeinsam mit seinem Bruder am 4. Juni 1753 in Osgathorpe getauft. Sein Zwillingsbruder Thomas Boultbee (1753–1808) studierte später an der Royal Academy of Arts und wurde Porträtmaler. John Boultbee heiratete am 11. Dezember 1784 in Bursted (Essex) Ann Caulton.

## Leben
John Boultbee erhielt wahrscheinlich nicht wie sein Bruder eine akademische Ausbildung, sondern soll Schüler von Sir Joshua Reynolds (1723–1792) oder vielleicht auch George Stubbs (1724–1806) gewesen sein. Ebenso könnte er auch Schüler von Sawrey Gilpin (1733–1807) gewesen sein. Bisher konnte diesbezüglich nichts eindeutig belegt werden. Im Jahr 1775 hatte er seine erste Ausstellung in London. Zu dieser Zeit lebte er mit seinem Bruder Thomas gemeinsam in der Oxford Street 338 und war Mitglied der „Society of Painters“. In den 1780er Jahren gab er auch Malunterricht.
Erst mit 30 Jahren (1783) zeigte sich sein Interesse an der Pferdemalerei. Im Jahr 1785 malte er „Highflyer“, das erfolgreichste Pferd des 18. Jahrhunderts, mit dem sein Eigentümer Richard Tattersall ein Vermögen verdiente. Dieses Pferdeporträt veranlasste wohl auch andere Auftraggeber, ihre Pferde von Boultbee malen zu lassen. Boultbees Art zu malen, die Verbindung von naiver Malerei mit Detailtreue, begeisterten den Züchter Robert Bakewell (1725–1795), den Begründer der modernen Schafzucht. Er ließ seine züchterischen Erfolge auf seiner Farm Dishley Grange (nahe Loughborough in der Grafschaft Leicestershire) schrittweise von Boultbee in Bildern dokumentieren. Auch König Georg III. war von Boultbees Gemälden von Schafen und Pferden begeistert, bestellte einige Pferdebilder und stellte ihm sogar Wohnraum in Windsor Castle zur Verfügung, um ihm die Arbeit zu erleichtern.
John Boultbee, der in der Literatur oft mit seinem Zwillingsbruder Thomas verwechselt wurde und wird, arbeitete in Derby (Derbyshire) und Loughborough (Leicestershire) sowie Chester und Liverpool.